# Ламхамеди, Адам
Адам Ламхамеди (араб. آدم لمحمدي‎, род. 22 апреля 1995 года) — марокканский горнолыжник канадского происхождения, чемпион юношеских Олимпийских игр, участник двух Олимпиад.

## Карьера
Адам Ламхамеди родился в городе Квебек в семье канадки и выходца из Марокко. Кататься на горных лыжах начал с самого детства, уже в восьмилетнем возрасте одержал первую победу на детских соревнованиях. В дальнейшем принял решение представлять на международной арене родную страну отца — Марокко.
В 2012 году Ламхамеди квалифицировался на первые в истории Юношеские Олимпийские игры, которые проходили в австрийском Инсбруке. Он принимал участие во всех четырёх видах горнолыжной программы. В первом виде — супергиганте марокканец показал лучшее время, опередив на 0,12с шведского спортсмена Фредерика Бауэра. Это золото стало первым в истории Марокко на зимних стартах наивысшего уровня. В остальных трёх видах программы Ламхамеди не смог добраться до финиша.
В конце 2013 года марокканец выполнил олимпийский квалификационный норматив и смог отобраться на сочинскую Олимпиаду, получив лицензию класса «В», которая позволяла стартовать в технических дисциплинах. На церемонии открытия Игр восемнадцатилетний марокканец был знаменосцем сборной Марокко. В гигантсмом слаломе Адам показал 47-е место, обойдя более двадцати спортсменов (не считая сошедших). В состязаниях по специальному слалому марокканец был 51-м после первого спуска, но во второй попытке не справился с трассой и сошёл. 
В промежутке между Играми в Сочи и Пхёнчхане Ламхамеди в основном выступал на местных канадских стартах, выступал в Южноамериканском кубке и в итоге смог квалифицироваться на свои вторые Олимпийские игры.
В Корее марокканский горнолыжник вновь выступал в двух технических видах программы. Гигантский слалом он завершил на 53-й позиции, а в слаломе сошёл с дистанции уже в первой попытке.
Брат Адама Ламхамеди — Сами также горнолыжник, в 2014 году был в составе олимпийской сборной Марокко в качестве резервного гонщика, но на старт не выходил.